# Муджирі Давид Аміранович
Давид (Дмитро) Аміранович Муджирі (7 квітня 1956, Махарадзе, Грузинська РСР, СРСР) — радянський футболіст, захисник. Майстер спорту міжнародного класу (1981).

## Біографія
Народився 7 квітня 1956 року в місті Махарадзе. Всю кар'єру провів в тбіліському «Динамо», вигравши з ним чемпіонат і два Кубка СРСР. У 1977 році увійшов до списку «33 кращих футболістів СРСР».
Після завершення футбольної кар'єри працював у Федерації футболу Грузії начальником відділу підготовки резервів.

## Досягнення
- Володар Кубка володарів кубків: 1981
- чемпіон СРСР: 1978 року.
- Віце-чемпіон СРСР: 1977 року.
- Дворазовий володар бронзових медалей СРСР: 1976 (весна) і 1976 (осінь).
- Дворазовий володар Кубка СРСР: 1975/76, 1978/79
- Фіналіст Кубка СРСР: 1979/80
- У списку «33 кращих футболістів СРСР»: 1977.

## Ім'я
У різних джерелах вказується різне ім'я Муджирі: Давид та Дмитро.

Слова сина Муджирі, Давида Муджирі-молодшого:
Наприклад, у мого батька, який грав за тбіліське «Динамо» в 70-е і 80-е роки, в паспорті записано ім'я Дмитро. Але, скільки себе пам'ятаю, ніхто ніколи його так не називав. Абсолютно для всіх він був і є Давидом Муджирі.